# Мачуэлы
Мачуэлы или опистонемы (лат. Opisthonema) — род лучепёрых рыб семейства сельдевых. Эти морские стайные пелагические рыбы обитают в тропических водах и субтропических водах Тихого и Атлантического океанов. Заплывают в эстуарии рек и солоноватые воды. Максимальная длина представителей разных видов варьирует от 20 до 38 см. Питаются планктоном. Некоторые виды являются объектом коммерческого промысла.

## Классификация
В настоящее время в состав рода включают 5 видов:
- Opisthonema berlangai Berry & Barrett, 1963 — Галапагосская опистонема
- Opisthonema bulleri (Regan, 1904)
- Opisthonema libertate (Günther, 1867)
- Opisthonema medirastre Berry & Barrett, 1963 — Панамская мачуэла
- Opisthonema oglinum (Lesueur, 1818) — Атлантическая мачуэла, или антильская сельдь, или нитепёрка, или опистонема